# Nordic (Wyoming)
Nordic es un lugar designado por el censo ubicado en el condado de Lincoln en el estado estadounidense de Wyoming. En el año 2010 tenía una población de 602 habitantes.

## Geografía
Nordic se encuentra ubicado en las coordenadas 43°4′45.54″N 110°59′28.77″O / 43.0793167, -110.9913250. 